# Path of Seven Colors
Path of Seven Colors ist ein Jazzalbum von Ches Smith & We All Break. Die 2015 und im Februar 2020 im Power Station Studio, New England, entstandenen Aufnahmen erschienen am 11. Juni 2021 auf dem von Kris Davis 2016 gegründeten Label Pyroclastic Records.

## Hintergrund

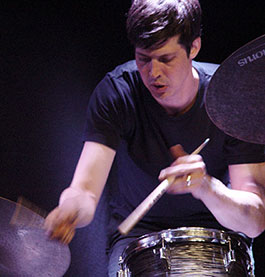
Ches Smith (2014)

Eine der intensivsten Leidenschaften von Ches Smith sei schon in jungen Jahren die haitianische Voudou-Musik gewesen, schrieb Vic Albani. Smiths Gruppe We All Break veröffentlichte 2017 ihr gleichnamiges, selbstproduziertes Debütalbum. Smiths Projekt vereinte dann klassische Elemente des haitianischen Voudou und zeitgenössischen Jazz in einem Werk mit dem Titel Path of Seven Colors. Mit den Aufnahmen erschien ein begleitender Film, entstanden unter der Regie von Mimi Chakarova.
Smith, vor allem als Schlagzeuger in der experimentellen Musikszene bekannt wurde, begegnete in den 1990er-Jahren zum ersten Mal der musikalischen Tradition des haitianischen Vodou. „Ich war gefesselt davon“, schreibt er in den Liner Notes des Albums, „denn die zentralen Dinge in den verschiedenen Musikstücken, die ich spiele – Polyrhythmus, Polytonalität, Improvisation, erweiterte Klangwahrnehmung, Spannung und Entspannung, kanalisierte Aggression und Kraft und vor allem Überraschung – habe ich in dieser traditionellen Form wieder und neu gefunden.“
Path of Seven Colors ist ein Doppelalbum, bestehend aus zwei Teilen, wobei die erste Disc eine Neuveröffentlichung des Debütalbums ist, das jetzt in 2015 umbenannt wurde, dem Jahr, in dem es ursprünglich aufgenommen wurde. Smith hatte sich dafür mit dem Perkussionisten Markus Schwartz zusammengetan, dessen Hintergrund unter anderem Gruppen mit einem Voudou/Jazz-Hybrid-Ansatz waren. Ein weiterer von Smiths Mentoren, Daniel Brevil, war 2015 der dritte Perkussionist, und alle drei trugen gelegentlich Gesang bei. Bei dem ersten wie auch bei dem folgenden zweiten Teil zog Smith den Pianisten Matt Mitchell hinzu, obwohl Mitchell zuvor keine spezifischen Erfahrungen mit der Voudou-Musik hatte. Auf der zweiten CD, entstanden 2020, wird das Quartett von einem vierten Perkussionisten und Sänger, Fanfan Jean-Guy Rene, sowie von dem Saxophonisten Miguel Zenón, dem Bassisten Nick Dunston und der Sängerin Sirene Dantor Rene unterstützt.
Das „Break“ im Bandnamen We All Break bezieht sich auf das haitianisch-kreolische Wort kase; es steht für eine plötzliche Veränderung in der Musik, die vom ersten Schlagzeuger eingeführt wird, notierte Karl Ackermann. „Und so wie Vodou-Trommelrituale abstrakte Ahnengeister anrufen, kreiert Smith seine Arrangements mit einem angemessenen Maß an Unsicherheit.“
Daniel Brevil stammt aus einer Trommler-Familie; sein Vater, Joseph Brevil war Gemeindeaktivist, Houngan (Vodou-Priester) und versierter Trommler; er war Daniels erster Lehrer. Als Student vertiefte Brevil sein Wissen über Vodou, die Religion des haitianischen Volkes, und dessen Trommeln, Tanzen und Singen, während er die Ecole Nationale des Arts, Haitis führende Kunstschule, besuchte. Er ist der ehemalige künstlerische Leiter von Artcho/Ayikodans Company und Tamboula, zwei der führenden Folkloretanzgruppen Haitis.  Er ist der musikalische Leiter der Rara Tou Limen Haitian Dance Company. Seit 2014 lehrt er auch als Ensemble-Direktor für haitianisches Trommeln am Mills College in Oakland. Sirene Dantor Rene ist Sängerin, Bewahrerin der haitianischen Kultur und spirituelle Mentorin, die in Brooklyn lebt. Sie ist die Gründerin von Fanmi Asòtò, einer haitianischen Kulturorganisation, deren Trommelperformance, Community-Workshops und Kräuterlehren im Vodou verwurzelt sind.

## Titelliste
- Ches Smith & We All Break: Path of Seven Colors (Pyroclastic Records)

### CD1: 2015
1. An Opening
2. Reds
3. Country Line
4. Dagger
5. Ibo
6. Notions of Purity
7. Six A.M.

### CD2: 2020
1. Woule Pou Mwen
2. Here’s the Light
3. Leaves Arrive;
4. Women of Iron
5. Lord of Healing
6. Raw Urbane
7. Path of Seven Colors
8. The Vulgar Cycle

Die Kompositionen stammen von Ches Smith (Musik) und Daniel Brevil (Musik und Text).

## Rezeption

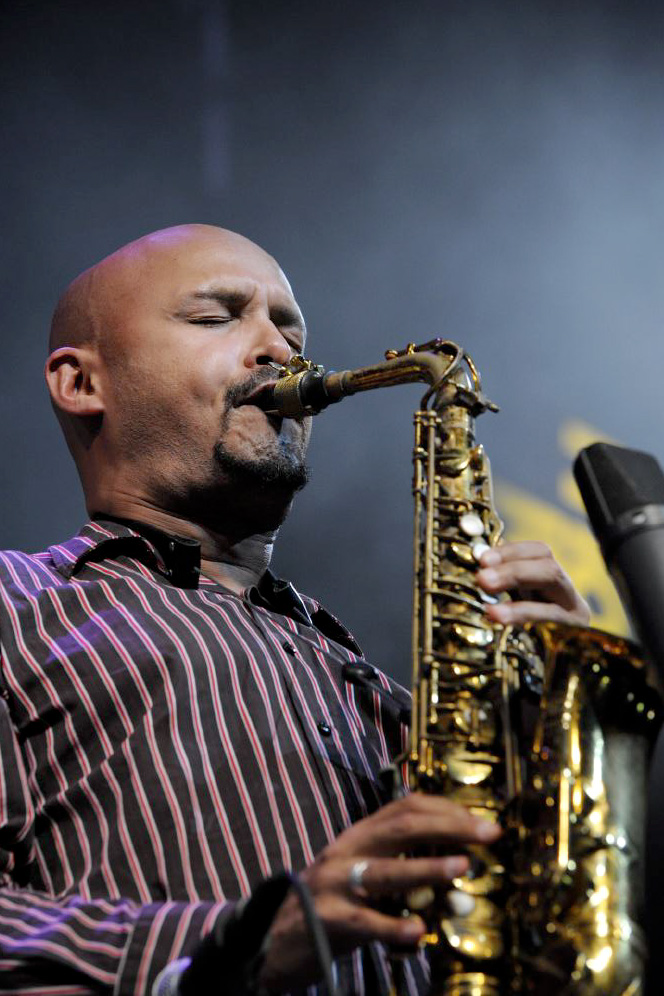
Miguel Zenon, moers festival 2009

Nach Ansicht von Vic Albani, der das Album in All About Jazz rezensierte, profitiert Ches Smith von der intelligenten Produktionskunst des Pyroclastic-Labels; er sei einer der besten unter den „intellektuellen“ Schlagzeugern der zeitgenössischen Musik, bisher hochgeschätzt und begehrt als Sideman der heutigen Jazz-Elite, nun Leiter eines interessanten Projekts namens We All Break, das dank der Arbeit von Kris Davis zu einem großartigen Doppelalbum werde. Kurz gesagt, so das Resümée des Autors, „eine grenzenlose Welt der immensen Percussion, eines treibenden Klaviers, einer stimmungsvollen Stimme, eines hyperkorrekten rhythmischen Basses und eines Saxophons (gespielt von Zenon), das an die großartigen Lehren von Ches Smiths langjährigem Freund Tim Berne erinnert. Improvisation und Melodie, die so [...] hybridisieren können in einem wirklich seltenen Werk, das in dieser Qualität noch nie wirklich gedacht war.“
Nach Ansicht von Karl Ackermann, der das Album ebenfalls in All About Jazz rezensierte, sei 2015 ein aufgewühlter Triumph der Polyrhythmen, Polytonalität und Improvisation. Angesichts ihrer perkussiven Natur wäre es kontraproduktiv, jede der  sieben Smith-Kompositionen zu analysieren; sogar Mitchells stacheliges Piano sei eine ebenso treibende Kraft wie das Schlagzeug. Hingegen verleihe Miguel Zenóns Saxophon den 2020 entstandenen Aufnahmen eine andere Anmutung, weniger kraftvoll, mehr durch das Altsaxophon abgerundet. Eher in Anlehnung an afrokubanische Traditionen und moderne Improvisation würden diese Stücke eine alternative Art von Heiterkeit erzeugen, so Ackermann. „Woule Pou Mwen“ lasse sich von der rituellen Musik des Kongo inspirieren, ebenso wie „Leaves Arrive“. Letzteres Stück teile seinen Einfluss mit den Rhythmen der haitianischen Petwo-Tanbou-Trommler. Die politisch angelegte „Women of Iron“ habe seine Inspiration im haitianischen Unabhängigkeitskrieg, einem erfolgreichen Aufstand selbstbefreiter Sklaven gegen die französische Kolonialherrschaft. Es sei ein Glück für die kreative Musik, dass Smiths seltenere Auftritte als Bandleader so große Errungenschaften sind. Mit We All Break gehe er neue Wege und habe ohne Vorlage für dieses Hybridmodell etwas Neues und Außergewöhnliches geschaffen. Sehr empfehlenswert, so sein Fazit.
John Fordham schrieb im Guardian, hier sei das Album, das zeige, warum der unscheinbare Begriff „Schlagzeuger“ nicht an die Verbindung von Ohrwurm-Hooks, scharfsinniger Jazz-Innovation und global-musikalischer Offenheit des New Yorker Perkussionisten/Komponisten Ches Smith herankomme. Unterstützt durch den Saxophonisten Tim Berne (ein großer kompositorischer Einfluss), John Zorn, den Bratschisten Mat Maneri und viele andere habe sich Smith vom geschickten Begleiter zum kollaborativen Original hinter diesem aufregenden Album gemausert – basierend auf seinem hingebungsvollen Studium der Musiktraditionen des Vodou Haitis mit der New Yorker haitianisch-Amerikanischen Gemeinschaft und in empathischen Hybrid-Besetzungen mit haitianischen Künstlern und im Jazz verwurzelten Improvisatoren.
Für Fordham ist das 2020er We All Break Oktett die Hauptattraktion – eine Besetzung mit dem stimmungsvollen Vibrato der Sängerin Sirene Dantor Rene, drei meisterhaften Handperkussionisten, dem dynamische jungen Kontrabass-Newcomer Nick Dunston und den schillernden Jazz-Interventionen des feurigen Miguel Zenón und Matt Mitchell am Altsaxophon bzw. am Klavier. Smith wollte, dass die Ressourcen traditioneller Sänger, hochmelodischer Schlagzeuger und Jazz-Improvisatoren mit Melodieinstrumenten bei diesem langjährigen Projekt spontan und unzertrennlich werden. We All Break hätten eine Tour de Force daraus gemacht.

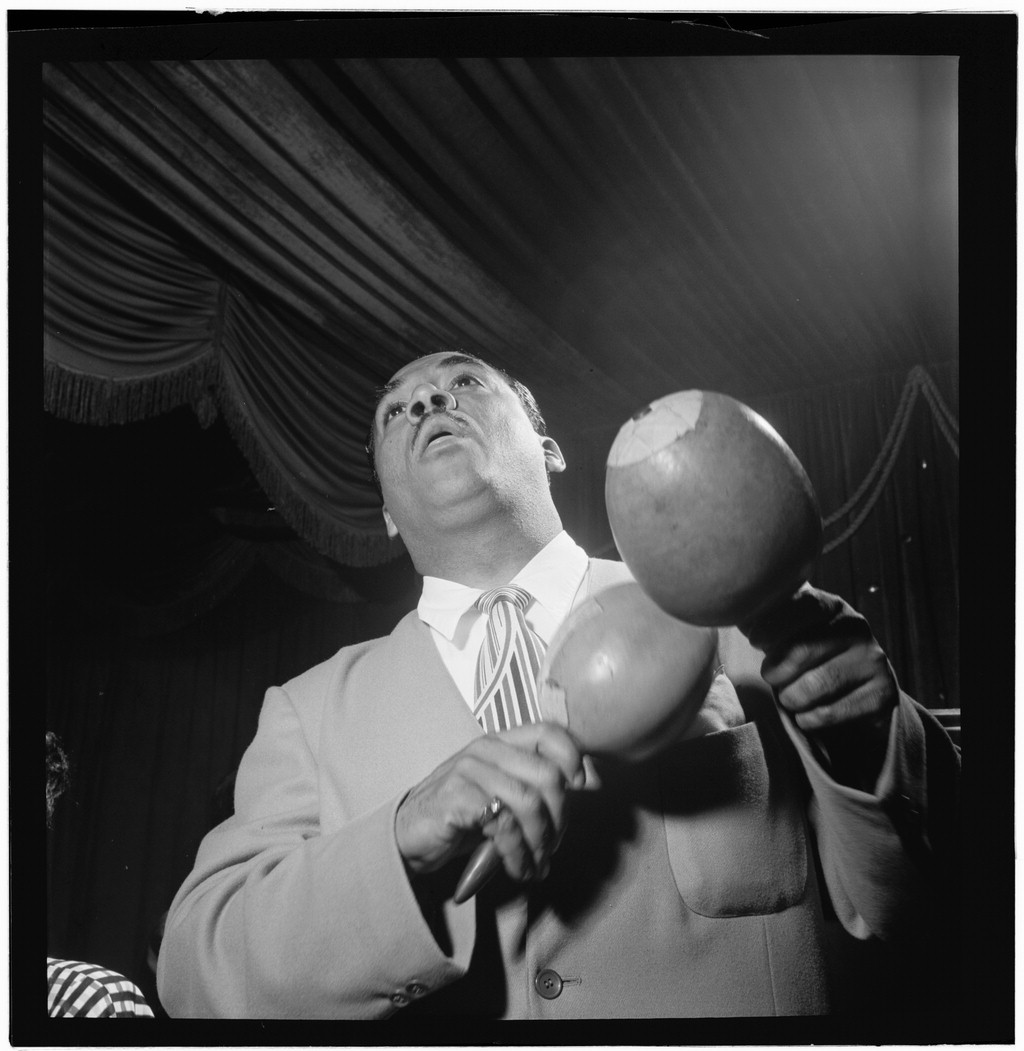
Machito (Glen Island Casino, New York, 1947. Foto: William P. Gottlieb)

Bobby Sanabria schrieb für WBGO, We All Break ähnle eher dem Hybrid der Machitos von afro-kubanischerer Musik, dessen Integration der improvisatorischen und harmonischen Konzepte des Jazz in den 1940er-Jahren im New York City mit afro-kubanischen Rhythmen verschmolz. Es führte schließlich zur Einbeziehung tief in der Religion verwurzelter afro-kubanischer Getrommel, Melodien und Gesänge – wie beispielsweise in der Musik von Tito Puente, Mongo Santamaría, Mark Weinstein, Jerry Gonzalez und dessen Fort Apache Band in New York sowie Irakere in Kuba. Der Geist der Verschmelzung auf Path of Seven Colours werde von Smith und anderen im Film von Mimi Chakarova gut ausgedrückt.